# 워싱턴 메트로

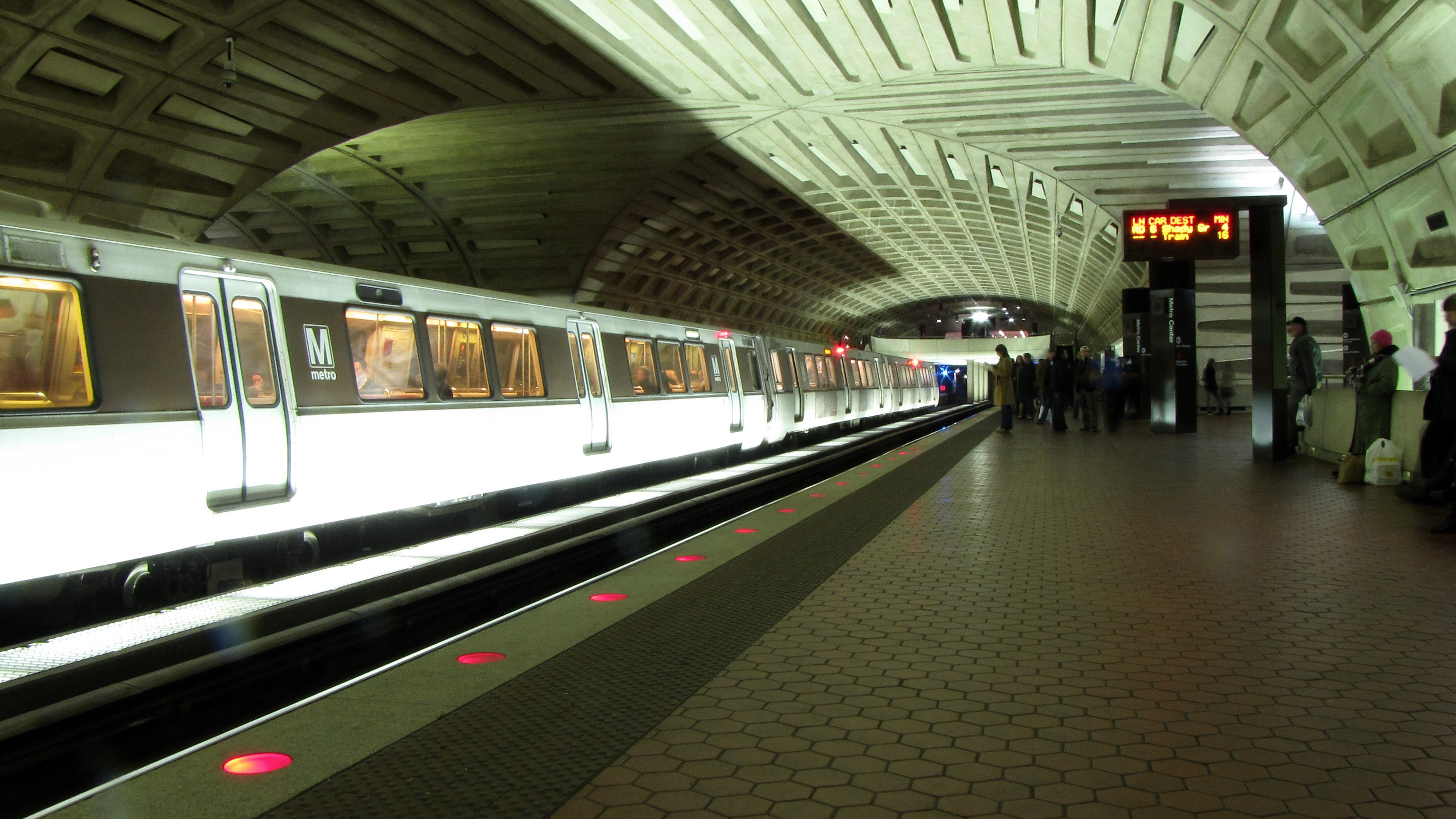
메트로센터 역

워싱턴 메트로(Washington Metro)는 미국의 수도 워싱턴 D.C. 및 주변 지역에서 운행되는 도시철도 체계이다. 1976년 워싱턴 D. C. 중심부로 통하는 도시 철도로 건설되었고 인근 버지니아주와 메릴랜드주 지역으로도 운행되는 노선이 있다. 워싱턴 도시권 교통국(Washington Metropolitan Area Transit Authority, WMATA)에서 운영을 맡고 있다. 미국에서는 비교적 늦은 1976년 처음 개통되었으나 개통 이후 급속히 확장되어 총연장 171.1km(106.3마일)에 2011년 4월 현재 평일 평균 이용객 771,055명에 달했다. 이용객 수는 미국 도시철도 중 뉴욕 지하철 다음으로 많다. 현재 노선은 색상 명칭으로 구분하는 5개가 있고 새로운 노선 1개가 건설중이며 다른 새 노선 1개도 추진중이다.

## 노선 목록

워싱턴 도시철도(메트로) 노선도

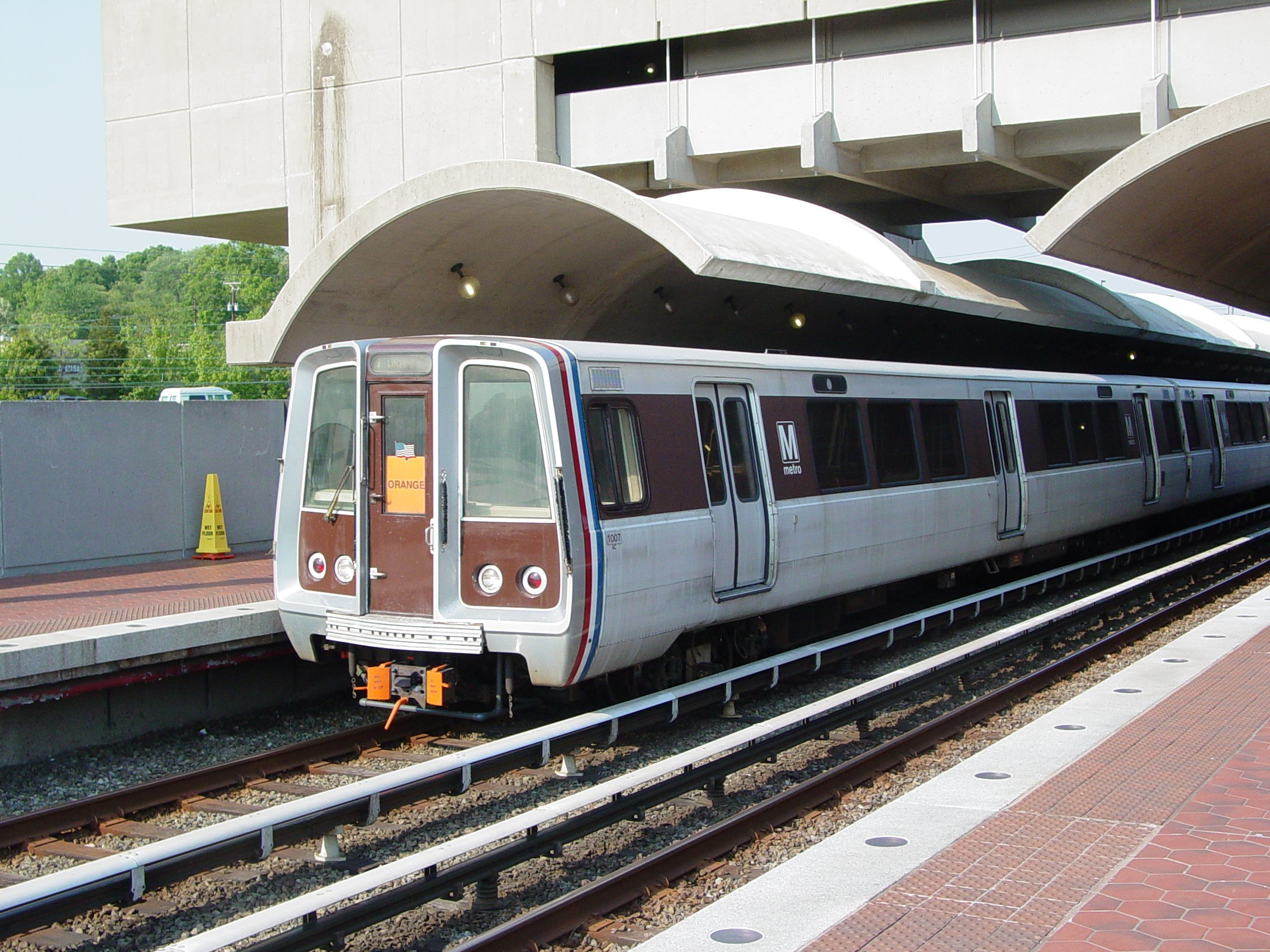
차량

- 레드 라인
- 오렌지 라인
- 블루 라인
- 옐로 라인
- 그린 라인
- 실버 라인
- 퍼플 라인(추진중)

## 같이 보기
- 지하철 목록
- 워싱턴 D.C.의 교통